# National Capital Trolley Museum
National Capital Trolley Museum är ett amerikanskt spårvägsmuseum med en museispårväg i Colesville i Maryland.

## Historik
National Capital Trolley Museum bildades 1961 som National Capital Historical Museum of Transportation, Inc. Organisationen slogs så småningom samman med en grupp spårvägsentusiaster från Baltimore. Museet etablerades först i Lake Roland Park i Baltimore.
Efter motstånd från fastighetsägare i grannskapet delades samlingarna 1966. National Capital Trolley Museum flyttade till sin nuvarande lokal i Colesville, på mark som ställdes till förfogande av Maryland-National Capital Park and Planning Commission, medan Baltimore Streetcar Museum grundades med ett fokus på lokaltrafiken i Baltimore. 
Museets ursprungliga ambition var att först idriftstaga spårvagnar, som ägdes av DC Transits chef O. Roy Chalk, men denne donerade först 1970 ett antal spårvagnar från Washington D.C. till museet. Under mellantiden anskaffade museet en liten spårvagnsflotta med europeiska spårvagnar samt spårvagnar från Johnstown i Pennsylvania. Den första turen kördes 1969 på en omkring 1,6 kilometer lång bana.

## Bildgalleri

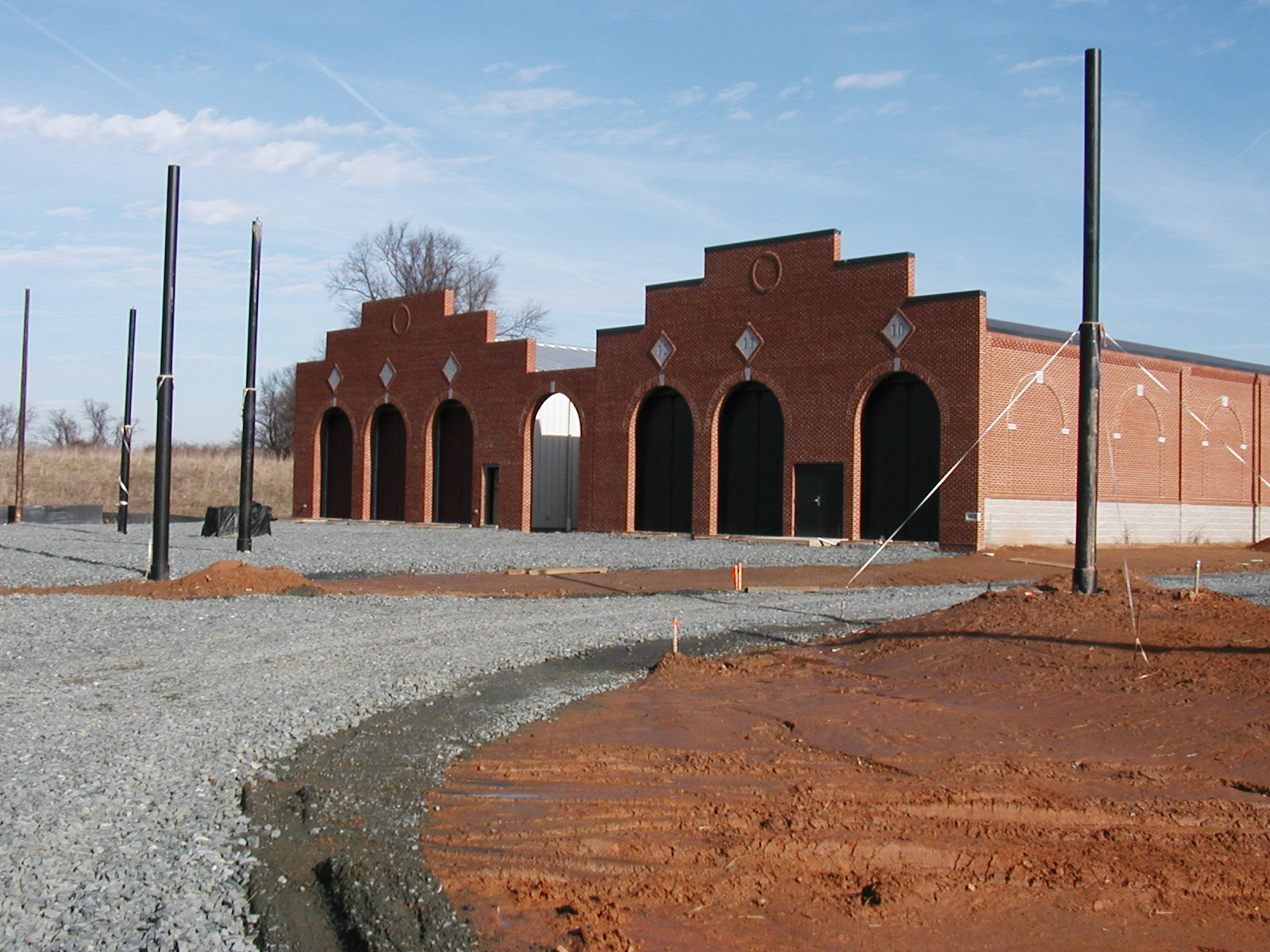
Spårvagnshallar under uppförande 2008
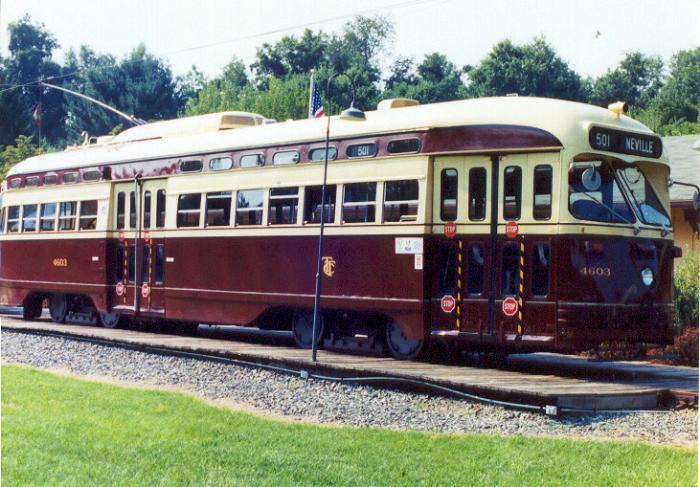
Torontos spårvägs PCC-spårvagn nr 4603 vid National Capital Trolley Museum, 2002
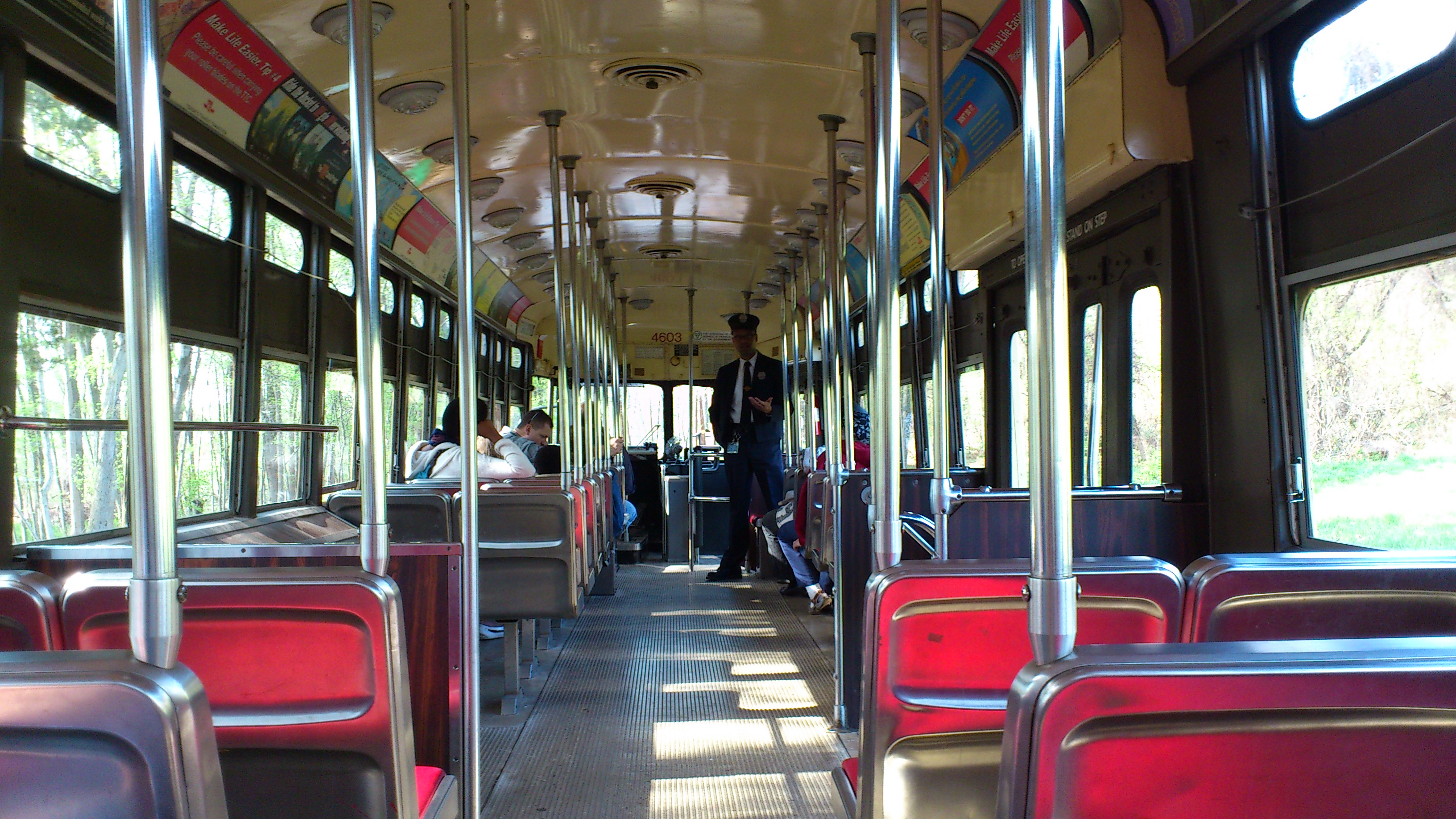
Interiör i en PCC-spårvagn från Torontos spårväg
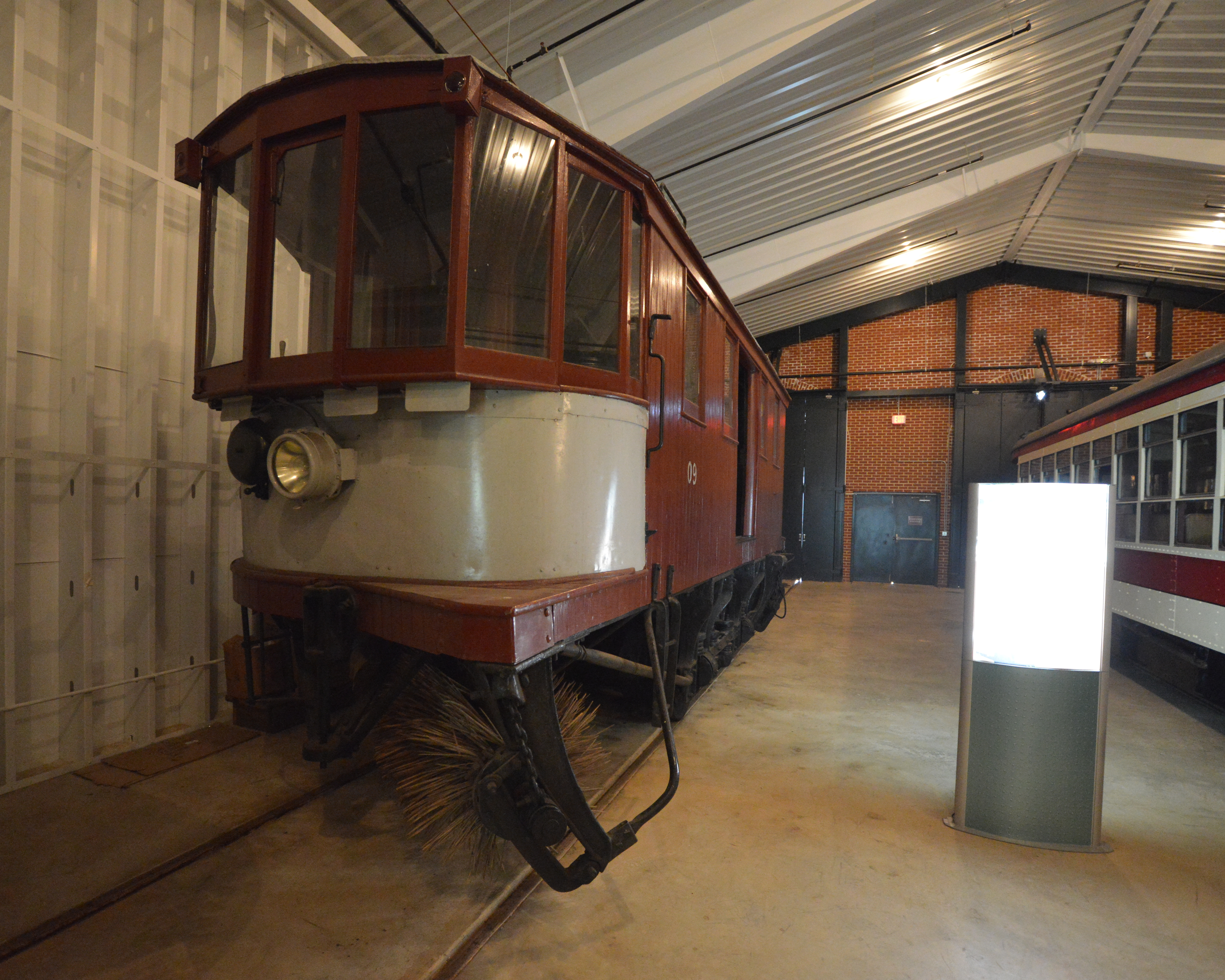
Snöplogvagnen Capital Treansit Co. nr 09, tillverkad 1899